# Хусейнов, Хасан Саидович
Хасан Саидович Хусейнов (19 февраля 1911, Яванский район — 1 апреля 2000, Душанбе) — советский таджикский хозяйственный, государственный и политический деятель.

## Биография
Родился в 1911 году в селе Чиракчи Яванского района Таджикской ССР. Таджик. Из крестьянских бедняков.
Окончил сельскую школу в кишлаке Чиракчи, 6-месячные юридические курсы, Советскую партийную школу г. Сталинабад.
В 1935 году окончил Таджикский республиканский комвуз. Окончил также обучение в Сталинабадском филиале Всесоюзного заочного юридического института.
Член КПСС с 1937 года.
С 1928 года — на хозяйственной, общественной и политической работе.
В 1928—1961 годы — заместитель секретаря райкома ЛКСМ, заведующий Файзабадского райзо, заведующий Яванского райзо, ответственный секретарь Орджоникидзеабадского райисполкома, управделами Орджоникидзеабадского райкома КП(б)Т, заведующий пионерским отделом ЦК ЛКСМ Таджикистана.
С 1939 года — прокурор Яванского района, Куйбышевского района, Орджоникидзеабадского района, Сталинабадской области, Ура-Тюбинской области, Курган-Тюбинской области, Сталинабадской области. Заместитель прокурора, прокурор Таджикской ССР.
Избирался депутатом: районных, областных советов.
Избирался депутатом Верховного Совета Таджикской ССР 5-го созыва (1959—1962).
Член ЦК КП Таджикистана (с 6 февраля 1960).
Делегат XIII съезда КП Таджикистана.
Умер в Душанбе в 2000 году.

## Память
Сельская община Чирокчи перименована в его честь в «Хасан—Хусейн».

## Награды
- Орден Трудового Красного Знамени (7 мая 1947)
- Орден «Знак Почёта» (трижды — 17 декабря 1949, 23 октября 1954, 17 января 1957)
- Медаль «За доблестный труд в Великой Отечественной войне 1941—1945 гг.»
- Почетные грамоты Президиума Верховного Совета Таджикской ССР